# ميخائيل ر. بورنس
ميخائيل ر. بورنس (بالإنجليزية: Michael R. Burns)‏ هو منتج أفلام أمريكي، ولد في 21 أغسطس 1958 في لونغ برانش في الولايات المتحدة.

## وصلات خارجية
- ميخائيل ر. بورنس على موقع IMDb (الإنجليزية)
- ميخائيل ر. بورنس على موقع قاعدة بيانات الفيلم (الإنجليزية)